# Фудбалска репрезентација Аргентине
Фудбалска репрезентација Аргентине (шп. Selección de fútbol de Argentina) национални је фудбалски тим који представља Аргентину на међународним такмичењима. Налази се под контролом Фудбалског савеза Аргентине, владајућег тијела за фудбал у тој земљи. Домаће утакмице игра на стадиону Монументал.
Аргентина је играла финале Свјетског првенства пет пута, укључујући и прво првенство 1930, у којем је са 4:2 поражена од Уругваја. У наредна два финала је тријумфовала: 1978 побиједила је Холандију 3:1 након продужетака; док је 1986, предвођена Дијегом Марадоном савладала Западну Њемачку 3:2. Финале је играла још два пута и оба пута је поражена од Њемачке: 1990 је изгубила 1:0 након пенала у 87 минуту; док је, предвођена Лионелом Месијем, дошла до финала 2014, у којем је поражена поново од Њемачке 1:0, голом Мариа Гецеа у продужецима.
Аргентина је једна од најуспјешнијих репрезентација на Копа Америци, уз Бразил и Уругвај, са 14 титула првака Јужне Америке. Освојила је Куп конфедерација 1992 и Артемио Франки трофеј 1993. Олимпијска репрезентација Аргентине освојила је Олимпијске игре 2004 и 2008.
Аргентина, Бразил, Њемачка и Француска су једине репрезентације које су освојиле сва три турнира које организује ФИФА: Свјетско првенство, Куп конфедерација и Олимпијске игре. Такође, све четири репрезентације су освојиле регионална првенства (Европско Њемачка и Француска, Копа Америку Бразил и Аргентина).
Аргентина је кроз историју позната по свом ривалству са Бразилом, Уругвајем, Енглеском и Њемачком.

## Резултати на међународним такмичењима

### Свјетско првенство
Првак    Другопласирани    Трећепласирани    Четвртопласирани  
| Резултати на Свјетском првенству | Резултати на Свјетском првенству | Резултати на Свјетском првенству | Резултати на Свјетском првенству | Резултати на Свјетском првенству | Резултати на Свјетском првенству | Резултати на Свјетском првенству | Резултати на Свјетском првенству | Резултати на Свјетском првенству | Резултати у квалификацијама за Свјетско првенство | Резултати у квалификацијама за Свјетско првенство | Резултати у квалификацијама за Свјетско првенство | Резултати у квалификацијама за Свјетско првенство | Резултати у квалификацијама за Свјетско првенство | Резултати у квалификацијама за Свјетско првенство |
| Година                           | Коло                             | Мјесто                           | И                                | П                                | Н*                               | ПР                               | ДГ                               | ПГ                               | И                                                 | П                                                 | Н*                                                | И                                                 | ДГ                                                | ПГ                                                |
| -------------------------------- | -------------------------------- | -------------------------------- | -------------------------------- | -------------------------------- | -------------------------------- | -------------------------------- | -------------------------------- | -------------------------------- | ------------------------------------------------- | ------------------------------------------------- | ------------------------------------------------- | ------------------------------------------------- | ------------------------------------------------- | ------------------------------------------------- |
| 1930.                            | Финале                           | 2.                               | 5                                | 4                                | 0                                | 1                                | 18                               | 9                                | Квалификовала се директно                         | Квалификовала се директно                         | Квалификовала се директно                         | Квалификовала се директно                         | Квалификовала се директно                         | Квалификовала се директно                         |
| 1934                             | Прва фаза                        | 9.                               | 1                                | 0                                | 0                                | 1                                | 2                                | 3                                | Квалификовала се директно                         | Квалификовала се директно                         | Квалификовала се директно                         | Квалификовала се директно                         | Квалификовала се директно                         | Квалификовала се директно                         |
| 1938                             | Одустала од такмичења            | Одустала од такмичења            | Одустала од такмичења            | Одустала од такмичења            | Одустала од такмичења            | Одустала од такмичења            | Одустала од такмичења            | Одустала од такмичења            | Одустала од такмичења                             | Одустала од такмичења                             | Одустала од такмичења                             | Одустала од такмичења                             | Одустала од такмичења                             | Одустала од такмичења                             |
| 1950                             | Одустала од такмичења            | Одустала од такмичења            | Одустала од такмичења            | Одустала од такмичења            | Одустала од такмичења            | Одустала од такмичења            | Одустала од такмичења            | Одустала од такмичења            | Одустала од такмичења                             | Одустала од такмичења                             | Одустала од такмичења                             | Одустала од такмичења                             | Одустала од такмичења                             | Одустала од такмичења                             |
| 1954                             | Одустала од такмичења            | Одустала од такмичења            | Одустала од такмичења            | Одустала од такмичења            | Одустала од такмичења            | Одустала од такмичења            | Одустала од такмичења            | Одустала од такмичења            | Одустала од такмичења                             | Одустала од такмичења                             | Одустала од такмичења                             | Одустала од такмичења                             | Одустала од такмичења                             | Одустала од такмичења                             |
| 1958                             | Групна фаза                      | 13.                              | 3                                | 1                                | 0                                | 2                                | 5                                | 10                               | 4                                                 | 3                                                 | 0                                                 | 1                                                 | 10                                                | 2                                                 |
| 1962                             | Групна фаза                      | 10.                              | 3                                | 1                                | 1                                | 1                                | 2                                | 3                                | 2                                                 | 2                                                 | 0                                                 | 0                                                 | 11                                                | 3                                                 |
| 1966                             | Четвртфинале                     | 5.                               | 4                                | 2                                | 1                                | 1                                | 4                                | 2                                | 4                                                 | 3                                                 | 1                                                 | 0                                                 | 9                                                 | 2                                                 |
| 1970                             | Није се квалификовала            | Није се квалификовала            | Није се квалификовала            | Није се квалификовала            | Није се квалификовала            | Није се квалификовала            | Није се квалификовала            | Није се квалификовала            | 4                                                 | 1                                                 | 1                                                 | 2                                                 | 4                                                 | 6                                                 |
| 1974                             | Друга фаза                       | 8.                               | 6                                | 1                                | 2                                | 3                                | 9                                | 12                               | 4                                                 | 3                                                 | 1                                                 | 0                                                 | 9                                                 | 2                                                 |
| 1978                             | Првак                            | 1.                               | 7                                | 5                                | 1                                | 1                                | 15                               | 4                                | Квалификовала се као домаћин                      | Квалификовала се као домаћин                      | Квалификовала се као домаћин                      | Квалификовала се као домаћин                      | Квалификовала се као домаћин                      | Квалификовала се као домаћин                      |
| 1982                             | Друга фаза                       | 11.                              | 5                                | 2                                | 0                                | 3                                | 8                                | 7                                | Квалификовала се као актуелни првак               | Квалификовала се као актуелни првак               | Квалификовала се као актуелни првак               | Квалификовала се као актуелни првак               | Квалификовала се као актуелни првак               | Квалификовала се као актуелни првак               |
| 1986                             | Првак                            | 1.                               | 7                                | 6                                | 1                                | 0                                | 14                               | 5                                | 6                                                 | 4                                                 | 1                                                 | 1                                                 | 12                                                | 6                                                 |
| 1990                             | Финале                           | 2.                               | 7                                | 2                                | 3(2*)                            | 2                                | 5                                | 4                                | Квалификовала се као актуелни првак               | Квалификовала се као актуелни првак               | Квалификовала се као актуелни првак               | Квалификовала се као актуелни првак               | Квалификовала се као актуелни првак               | Квалификовала се као актуелни првак               |
| 1994                             | Осмина финала                    | 10.                              | 4                                | 2                                | 0                                | 2                                | 8                                | 6                                | 8                                                 | 4                                                 | 2                                                 | 2                                                 | 9                                                 | 10                                                |
| 1998                             | Четвртфинале                     | 6.                               | 5                                | 3                                | 1*                               | 1                                | 10                               | 4                                | 16                                                | 8                                                 | 6                                                 | 2                                                 | 23                                                | 13                                                |
| 2002                             | Групна фаза                      | 18.                              | 3                                | 1                                | 1                                | 1                                | 2                                | 2                                | 18                                                | 13                                                | 4                                                 | 1                                                 | 42                                                | 15                                                |
| 2006                             | Четвртфинале                     | 6.                               | 5                                | 3                                | 2(1*)                            | 0                                | 11                               | 3                                | 18                                                | 10                                                | 4                                                 | 4                                                 | 29                                                | 17                                                |
| 2010                             | Четвртфинале                     | 5.                               | 5                                | 4                                | 0                                | 1                                | 10                               | 6                                | 18                                                | 8                                                 | 4                                                 | 6                                                 | 23                                                | 20                                                |
| 2014                             | Финале                           | 2.                               | 7                                | 5                                | 1                                | 1                                | 8                                | 4                                | 16                                                | 9                                                 | 5                                                 | 2                                                 | 35                                                | 15                                                |
| 2018                             | Осмина финала                    | 16.                              | 4                                | 1                                | 1                                | 2                                | 6                                | 9                                | 18                                                | 7                                                 | 7                                                 | 4                                                 | 19                                                | 16                                                |
| 2022                             | Првак                            | 1.                               | 7                                | 4                                | 2                                | 1                                | 15                               | 8                                | 17                                                | 11                                                | 6                                                 | 0                                                 | 27                                                | 8                                                 |
| Укупно                           | 3 Титуле                         | 18/22                            | 95                               | 51                               | 18                               | 28                               | 163                              | 103                              | 153                                               | 86                                                | 42                                                | 25                                                | 262                                               | 135                                               |

* Неријешени резултати укључују и утакмице елиминационе фазе које су ријешене након пенала.
** Златна позадина означава да је првенство освојено, док црвени квадрат означава да је првенство одржано у Аргентини.

### Копа Америка
Првак    Другопласирани    Трећепласирани    Четвртопласирани  
| Првенство Јужне Америке | Првенство Јужне Америке | Првенство Јужне Америке | Првенство Јужне Америке | Првенство Јужне Америке | Првенство Јужне Америке | Првенство Јужне Америке | Првенство Јужне Америке | Првенство Јужне Америке |
| Година                  | Коло                    | Позиција                | И                       | П                       | Н*                      | ПР                      | ДГ                      | ПГ                      |
| ----------------------- | ----------------------- | ----------------------- | ----------------------- | ----------------------- | ----------------------- | ----------------------- | ----------------------- | ----------------------- |
| 1916                    | Финале                  | 2.                      | 3                       | 1                       | 2                       | 0                       | 7                       | 2                       |
| 1917                    | Финале                  | 2.                      | 3                       | 2                       | 0                       | 1                       | 5                       | 3                       |
| 1919                    | Полуфинале              | 3.                      | 3                       | 1                       | 0                       | 2                       | 7                       | 7                       |
| 1920                    | Финале                  | 2.                      | 3                       | 1                       | 2                       | 0                       | 4                       | 2                       |
| 1921                    | Првак                   | 1.                      | 3                       | 3                       | 0                       | 0                       | 5                       | 0                       |
| 1922                    | Полуфинале              | 4.                      | 4                       | 2                       | 0                       | 2                       | 6                       | 3                       |
| 1923                    | Финале                  | 2.                      | 3                       | 2                       | 0                       | 1                       | 6                       | 6                       |
| 1924                    | Финале                  | 2.                      | 3                       | 1                       | 2                       | 0                       | 2                       | 0                       |
| 1925                    | Првак                   | 1.                      | 4                       | 3                       | 1                       | 0                       | 11                      | 4                       |
| 1926                    | Финале                  | 2.                      | 4                       | 2                       | 1                       | 1                       | 14                      | 3                       |
| 1927                    | Првак                   | 1.                      | 3                       | 3                       | 0                       | 0                       | 15                      | 4                       |
| 1929                    | Првак                   | 1.                      | 3                       | 3                       | 0                       | 0                       | 9                       | 1                       |
| 1935                    | Финале                  | 2.                      | 3                       | 2                       | 0                       | 1                       | 8                       | 5                       |
| 1937                    | Првак                   | 1.                      | 6                       | 5                       | 0                       | 1                       | 14                      | 5                       |
| 1939                    | Одустала од такмичења   | Одустала од такмичења   | Одустала од такмичења   | Одустала од такмичења   | Одустала од такмичења   | Одустала од такмичења   | Одустала од такмичења   | Одустала од такмичења   |
| 1941                    | Првак                   | 1.                      | 4                       | 4                       | 0                       | 0                       | 10                      | 2                       |
| 1942                    | Финале                  | 2.                      | 6                       | 4                       | 1                       | 1                       | 21                      | 6                       |
| 1945                    | Првак                   | 1.                      | 6                       | 5                       | 1                       | 0                       | 22                      | 5                       |
| 1946                    | Првак                   | 1.                      | 5                       | 5                       | 0                       | 0                       | 17                      | 3                       |
| 1947                    | Првак                   | 1.                      | 7                       | 6                       | 1                       | 0                       | 28                      | 4                       |
| 1949                    | Одустала од такмичења   | Одустала од такмичења   | Одустала од такмичења   | Одустала од такмичења   | Одустала од такмичења   | Одустала од такмичења   | Одустала од такмичења   | Одустала од такмичења   |
| 1953                    | Одустала од такмичења   | Одустала од такмичења   | Одустала од такмичења   | Одустала од такмичења   | Одустала од такмичења   | Одустала од такмичења   | Одустала од такмичења   | Одустала од такмичења   |
| 1955                    | Првак                   | 1.                      | 5                       | 4                       | 1                       | 0                       | 18                      | 6                       |
| 1956                    | Полуфинале              | 3.                      | 5                       | 3                       | 0                       | 2                       | 5                       | 3                       |
| 1957                    | Првак                   | 1.                      | 6                       | 5                       | 0                       | 1                       | 25                      | 6                       |
| 1959                    | Првак                   | 1.                      | 6                       | 5                       | 1                       | 0                       | 19                      | 5                       |
| 1959                    | Финале                  | 2.                      | 4                       | 2                       | 1                       | 1                       | 9                       | 9                       |
| 1963                    | Полуфинале              | 3.                      | 6                       | 3                       | 1                       | 2                       | 15                      | 10                      |
| 1967                    | Финале                  | 2.                      | 5                       | 4                       | 0                       | 1                       | 12                      | 3                       |
| Копа Америка            |                         |                         |                         |                         |                         |                         |                         |                         |
| Година                  | Коло                    | Позиција                | И                       | П                       | Н*                      | ПР                      | ДГ                      | ПГ                      |
| 1975                    | Групна фаза             | 5.                      | 4                       | 2                       | 0                       | 2                       | 17                      | 4                       |
| 1979                    | Групна фаза             | 8.                      | 4                       | 1                       | 1                       | 2                       | 7                       | 6                       |
| 1983                    | Групна фаза             | 6.                      | 4                       | 1                       | 3                       | 0                       | 5                       | 4                       |
| 1987                    | Полуфинале              | 4.                      | 4                       | 1                       | 1                       | 2                       | 5                       | 4                       |
| 1989                    | Полуфинале              | 3.                      | 7                       | 2                       | 3                       | 2                       | 2                       | 4                       |
| 1991                    | Првак                   | 1.                      | 7                       | 6                       | 1                       | 0                       | 16                      | 6                       |
| 1993                    | Првак                   | 1.                      | 6                       | 2                       | 4                       | 0                       | 6                       | 4                       |
| 1995                    | Четвртфинале            | 5.                      | 4                       | 2                       | 1                       | 1                       | 8                       | 6                       |
| 1997                    | Четвртфинале            | 6.                      | 4                       | 1                       | 2                       | 1                       | 4                       | 3                       |
| 1999                    | Четвртфинале            | 8.                      | 4                       | 2                       | 0                       | 2                       | 6                       | 6                       |
| 2001                    | Одустала од такмичења   | Одустала од такмичења   | Одустала од такмичења   | Одустала од такмичења   | Одустала од такмичења   | Одустала од такмичења   | Одустала од такмичења   | Одустала од такмичења   |
| 2004                    | Финале                  | 2                       | 6                       | 4                       | 1                       | 1                       | 16                      | 6                       |
| 2007                    | Финале                  | 2.                      | 6                       | 5                       | 0                       | 1                       | 16                      | 6                       |
| 2011                    | Четвртфинале            | 7.                      | 4                       | 1                       | 3                       | 0                       | 5                       | 2                       |
| 2015                    | Финале                  | 2.                      | 6                       | 3                       | 3                       | 0                       | 10                      | 3                       |
| 2016                    | Финале                  | 2.                      | 6                       | 5                       | 1                       | 0                       | 18                      | 2                       |
| 2019                    | Полуфинале              | 3.                      | 6                       | 3                       | 1                       | 2                       | 7                       | 6                       |
| / 2021                  | Првак                   | 1.                      | 7                       | 5                       | 2                       | 0                       | 12                      | 3                       |
| 2024                    | Квалификовала се        | Квалификовала се        | Квалификовала се        | Квалификовала се        | Квалификовала се        | Квалификовала се        | Квалификовала се        | Квалификовала се        |
| Укупно                  | 15 титула               | 43/47                   | 202                     | 127                     | 42                      | 33                      | 474                     | 182                     |

### Куп конфедерација
Првак    Другопласирани    Трећепласирани    Четвртопласирани  
| Резултати на Купу конфедерација | Резултати на Купу конфедерација | Резултати на Купу конфедерација | Резултати на Купу конфедерација | Резултати на Купу конфедерација | Резултати на Купу конфедерација | Резултати на Купу конфедерација | Резултати на Купу конфедерација | Резултати на Купу конфедерација |
| Година                          | Коло                            | Мјесто                          | И                               | П                               | Н*                              | ПР                              | ДГ                              | ПГ                              |
| ------------------------------- | ------------------------------- | ------------------------------- | ------------------------------- | ------------------------------- | ------------------------------- | ------------------------------- | ------------------------------- | ------------------------------- |
| 1992                            | Првак                           | 1.                              | 2                               | 2                               | 0                               | 0                               | 7                               | 1                               |
| 1995                            | Финале                          | 2.                              | 3                               | 1                               | 1                               | 1                               | 5                               | 3                               |
| 1997                            | Није се квалификовала           | Није се квалификовала           | Није се квалификовала           | Није се квалификовала           | Није се квалификовала           | Није се квалификовала           | Није се квалификовала           | Није се квалификовала           |
| 1999                            | Није се квалификовала           | Није се квалификовала           | Није се квалификовала           | Није се квалификовала           | Није се квалификовала           | Није се квалификовала           | Није се квалификовала           | Није се квалификовала           |
| 2001                            | Није се квалификовала           | Није се квалификовала           | Није се квалификовала           | Није се квалификовала           | Није се квалификовала           | Није се квалификовала           | Није се квалификовала           | Није се квалификовала           |
| 2003                            | Није се квалификовала           | Није се квалификовала           | Није се квалификовала           | Није се квалификовала           | Није се квалификовала           | Није се квалификовала           | Није се квалификовала           | Није се квалификовала           |
| 2005                            | Финале                          | 2.                              | 5                               | 2                               | 2                               | 1                               | 10                              | 10                              |
| 2009                            | Није се квалификовала           | Није се квалификовала           | Није се квалификовала           | Није се квалификовала           | Није се квалификовала           | Није се квалификовала           | Није се квалификовала           | Није се квалификовала           |
| 2013                            | Није се квалификовала           | Није се квалификовала           | Није се квалификовала           | Није се квалификовала           | Није се квалификовала           | Није се квалификовала           | Није се квалификовала           | Није се квалификовала           |
| 2017                            | Није се квалификовала           | Није се квалификовала           | Није се квалификовала           | Није се квалификовала           | Није се квалификовала           | Није се квалификовала           | Није се квалификовала           | Није се квалификовала           |
| Укупно                          | 1 Титула                        | 3/10                            | 10                              | 5                               | 3                               | 2                               | 22                              | 14                              |

### Олимпијске игре
Злато    Сребро    Бронза  
| Резултати на Олимпијским играма | Резултати на Олимпијским играма  | Резултати на Олимпијским играма | Резултати на Олимпијским играма | Резултати на Олимпијским играма | Резултати на Олимпијским играма | Резултати на Олимпијским играма | Резултати на Олимпијским играма | Резултати на Олимпијским играма |
| Година                          | Коло                             | Мјесто                          | И                               | П                               | Н*                              | ПР                              | ДГ                              | ПГ                              |
| ------------------------------- | -------------------------------- | ------------------------------- | ------------------------------- | ------------------------------- | ------------------------------- | ------------------------------- | ------------------------------- | ------------------------------- |
| 1896                            | Није одржаван фудбалски турнир   | Није одржаван фудбалски турнир  | Није одржаван фудбалски турнир  | Није одржаван фудбалски турнир  | Није одржаван фудбалски турнир  | Није одржаван фудбалски турнир  | Није одржаван фудбалски турнир  | Није одржаван фудбалски турнир  |
| 1900                            | Није учествовала                 | Није учествовала                | Није учествовала                | Није учествовала                | Није учествовала                | Није учествовала                | Није учествовала                | Није учествовала                |
| 1904                            | Није учествовала                 | Није учествовала                | Није учествовала                | Није учествовала                | Није учествовала                | Није учествовала                | Није учествовала                | Није учествовала                |
| 1912                            | Није учествовала                 | Није учествовала                | Није учествовала                | Није учествовала                | Није учествовала                | Није учествовала                | Није учествовала                | Није учествовала                |
| 1908                            | Није учествовала                 | Није учествовала                | Није учествовала                | Није учествовала                | Није учествовала                | Није учествовала                | Није учествовала                | Није учествовала                |
| 1920                            | Није учествовала                 | Није учествовала                | Није учествовала                | Није учествовала                | Није учествовала                | Није учествовала                | Није учествовала                | Није учествовала                |
| 1924                            | Није учествовала                 | Није учествовала                | Није учествовала                | Није учествовала                | Није учествовала                | Није учествовала                | Није учествовала                | Није учествовала                |
| 1928                            | Сребрна медаља                   | 2.                              | 5                               | 3                               | 1                               | 1                               | 25                              | 7                               |
| 1932                            | Није одржаван фудбалски турнир'  | Није одржаван фудбалски турнир' | Није одржаван фудбалски турнир' | Није одржаван фудбалски турнир' | Није одржаван фудбалски турнир' | Није одржаван фудбалски турнир' | Није одржаван фудбалски турнир' | Није одржаван фудбалски турнир' |
| 1936                            | Није учествовала                 | Није учествовала                | Није учествовала                | Није учествовала                | Није учествовала                | Није учествовала                | Није учествовала                | Није учествовала                |
| 1948                            | Није учествовала                 | Није учествовала                | Није учествовала                | Није учествовала                | Није учествовала                | Није учествовала                | Није учествовала                | Није учествовала                |
| 1952                            | Није учествовала                 | Није учествовала                | Није учествовала                | Није учествовала                | Није учествовала                | Није учествовала                | Није учествовала                | Није учествовала                |
| 1956                            | Није учествовала                 | Није учествовала                | Није учествовала                | Није учествовала                | Није учествовала                | Није учествовала                | Није учествовала                | Није учествовала                |
| 1960                            | Четвртфинале                     | 7.                              | 3                               | 2                               | 0                               | 1                               | 6                               | 4                               |
| 1964                            | Групна фаза                      | 10.                             | 2                               | 0                               | 1                               | 1                               | 3                               | 4                               |
| 1968                            | Није се квалификовала            | Није се квалификовала           | Није се квалификовала           | Није се квалификовала           | Није се квалификовала           | Није се квалификовала           | Није се квалификовала           | Није се квалификовала           |
| 1972                            | Није се квалификовала            | Није се квалификовала           | Није се квалификовала           | Није се квалификовала           | Није се квалификовала           | Није се квалификовала           | Није се квалификовала           | Није се квалификовала           |
| 1976                            | Није се квалификовала            | Није се квалификовала           | Није се квалификовала           | Није се квалификовала           | Није се квалификовала           | Није се квалификовала           | Није се квалификовала           | Није се квалификовала           |
| 1980                            | Одустала од такмичења'           | Одустала од такмичења'          | Одустала од такмичења'          | Одустала од такмичења'          | Одустала од такмичења'          | Одустала од такмичења'          | Одустала од такмичења'          | Одустала од такмичења'          |
| 1984                            | Није се квалификовала            | Није се квалификовала           | Није се квалификовала           | Није се квалификовала           | Није се квалификовала           | Није се квалификовала           | Није се квалификовала           | Није се квалификовала           |
| 1988                            | Четвртфинале                     | 8.                              | 4                               | 1                               | 1                               | 2                               | 4                               | 5                               |
| 1992                            | Није се квалификовала            | Није се квалификовала           | Није се квалификовала           | Није се квалификовала           | Није се квалификовала           | Није се квалификовала           | Није се квалификовала           | Није се квалификовала           |
| 1996                            | Сребрна медаља                   | 2.                              | 6                               | 3                               | 2                               | 1                               | 13                              | 6                               |
| 2000                            | Није се квалификовала            | Није се квалификовала           | Није се квалификовала           | Није се квалификовала           | Није се квалификовала           | Није се квалификовала           | Није се квалификовала           | Није се квалификовала           |
| 2004                            | Златна медаља                    | 1.                              | 6                               | 6                               | 0                               | 0                               | 17                              | 0                               |
| 2008                            | Златна медаља                    | 1.                              | 6                               | 6                               | 0                               | 0                               | 11                              | 2                               |
| 2012                            | Није се квалификовала            | Није се квалификовала           | Није се квалификовала           | Није се квалификовала           | Није се квалификовала           | Није се квалификовала           | Није се квалификовала           | Није се квалификовала           |
| 2016                            | Групна фаза                      | 11.                             | 3                               | 1                               | 1                               | 1                               | 3                               | 4                               |
| 2020                            | Слиједи                          | Слиједи                         | Слиједи                         | Слиједи                         | Слиједи                         | Слиједи                         | Слиједи                         | Слиједи                         |
| Укупно                          | 2 Златне медаље 2 Сребрне медаље | 8/19                            | 35                              | 22                              | 6                               | 7                               | 81                              | 32                              |

Фудбал на Летњим олимпијским играма био је аматерски спорт од 1908 до 1988.
Од 1992 дозвољено је учешће само играчима до 23 године (са три фудбалера преко 23 године којима је дозвољено учешће).

### Панамеричке игре
Првак    Другопласирани    Трећепласирани    Четвртопласирани  
| Резултати на Панамеричким играма | Резултати на Панамеричким играма | Резултати на Панамеричким играма | Резултати на Панамеричким играма | Резултати на Панамеричким играма | Резултати на Панамеричким играма | Резултати на Панамеричким играма | Резултати на Панамеричким играма | Резултати на Панамеричким играма |
| Година                           | Коло                             | Мјесто                           | И                                | П                                | Н*                               | ПР                               | ДГ                               | ПГ                               |
| -------------------------------- | -------------------------------- | -------------------------------- | -------------------------------- | -------------------------------- | -------------------------------- | -------------------------------- | -------------------------------- | -------------------------------- |
| 1951                             | Првак                            | 1.                               | 4                                | 4                                | 0                                | 0                                | 16                               | 2                                |
| 1955                             | Првак                            | 1.                               | 6                                | 5                                | 1                                | 0                                | 23                               | 7                                |
| 1959                             | Champions                        | 1st                              | 6                                | 5                                | 1                                | 0                                | 20                               | 4                                |
| 1963                             | Runners-up                       | 2nd                              | 7                                | 3                                | 1                                | 0                                | 18                               | 3                                |
| 1967                             | Прва рунда                       | 5.                               | 3                                | 1                                | 1                                | 1                                | 7                                | 3                                |
| 1971                             | Првак                            | 1.                               | 5                                | 4                                | 1                                | 0                                | 7                                | 2                                |
| 1975                             | Полуфинале                       | 3.                               | 3                                | 2                                | 1                                | 0                                | 9                                | 1                                |
| 1979                             | Полуфинале                       | 3.                               | 4                                | 2                                | 2                                | 0                                | 3                                | 0                                |
| 1983                             | Прва рунда                       | 5.                               | 2                                | 0                                | 0                                | 2                                | 0                                | 4                                |
| 1987                             | Полуфинале                       | 3.                               | 4                                | 3                                | 0                                | 1                                | 11                               | 3                                |
| 1991                             | Није се квалификовала            | Није се квалификовала            | Није се квалификовала            | Није се квалификовала            | Није се квалификовала            | Није се квалификовала            | Није се квалификовала            | Није се квалификовала            |
| 1995                             | Првак                            | 1.                               | 6                                | 5                                | 1                                | 0                                | 10                               | 4                                |
| 1999                             | Није се квалификовала            | Није се квалификовала            | Није се квалификовала            | Није се квалификовала            | Није се квалификовала            | Није се квалификовала            | Није се квалификовала            | Није се квалификовала            |
| 2003                             | Првак                            | 1.                               | 5                                | 5                                | 0                                | 0                                | 10                               | 5                                |
| 2007                             | Прва рунда                       | 9.                               | 3                                | 0                                | 2                                | 1                                | 1                                | 3                                |
| 2011                             | Финале                           | 2.                               | 5                                | 3                                | 1                                | 1                                | 6                                | 2                                |
| 2015                             | Није учествовала'                | Није учествовала'                | Није учествовала'                | Није учествовала'                | Није учествовала'                | Није учествовала'                | Није учествовала'                | Није учествовала'                |
| 2019                             | Слиједи                          | Слиједи                          | Слиједи                          | Слиједи                          | Слиједи                          | Слиједи                          | Слиједи                          | Слиједи                          |
| Укупно                           | 6 Титула                         | 14/16                            | 60                               | 46                               | 10                               | 6                                | 134                              | 43                               |

## Састав репрезентације
22. новембар 2023.
| Име                      | Датум рођења  | Број наступа | Број голова | Клуб             |         |         |
| Голмани                  | Голмани       | Голмани      | Голмани     | Голмани          | Голмани | Голмани |
| ------------------------ | ------------- | ------------ | ----------- | ---------------- | ------- | ------- |
| Франко Армани            | 16. 10. 1986. | 19           | 0           | Ривер Плејт      |         |         |
| Хуан Мусо                | 6. 5. 1994.   | 2            | 0           | Аталанта         |         |         |
| Емилијано Мартинез       | 2. 9. 1992.   | 36           | 0           | Астон Вила       |         |         |
| Одбрамбени фудбалери     |               |              |             |                  |         |         |
| Науел Молина             | 6. 4. 1998.   | 35           | 1           | Атлетико Мадрид  |         |         |
| Николас Таљафико         | 31. 8. 1992.  | 55           | 1           | Лион             |         |         |
| Гонзало Монтијел         | 1. 1. 1997.   | 24           | 1           | Нотингем Форест  |         |         |
| Херман Пецела            | 27. 6. 1991.  | 39           | 3           | Бетис            |         |         |
| Маркос Акуња             | 28. 10. 1991. | 56           | 0           | Севиља           |         |         |
| Кристијан Ромеро         | 27. 4. 1998.  | 28           | 2           | Тотенхем хотспер |         |         |
| Николас Отаменди         | 12. 2. 1988.  | 109          | 6           | Бенфика          |         |         |
| Фудбалери средине терена |               |              |             |                  |         |         |
| Леандро Паредес          | 29. 6. 1994.  | 58           | 5           | Рома             |         |         |
| Родриго де Паул          | 24. 5. 1994.  | 60           | 2           | Атлетико Мадрид  |         |         |
| Есекијел Паласиос        | 5. 10. 1998.  | 28           | 0           | Бајер Леверкузен |         |         |
| Ђовани ло Челсо          | 9. 4. 1996.   | 48           | 2           | Тотенхем хотспер |         |         |
| Енцо Фернандез           | 17. 1. 2001.  | 19           | 3           | Челси            |         |         |
| Гидо Родригез            | 12. 4. 1994.  | 29           | 1           | Бетис            |         |         |
| Алексис Макалистер       | 24. 12. 1998. | 23           | 1           | Ливерпул         |         |         |
| Нападачи                 |               |              |             |                  |         |         |
| Хулијан Алварез          | 31. 1. 2000.  | 28           | 7           | Манчестер Сити   |         |         |
| Лионел Меси (капитен)    | 24. 6. 1987.  | 180          | 106         | Интер Мајами     |         |         |
| Анхел ди Марија          | 14. 2. 1988.  | 136          | 29          | Бенфика          |         |         |
| Николас Гонзалез         | 6. 4. 1998.   | 30           | 5           | Фјорентина       |         |         |
| Лукас Окампос            | 11. 7. 1994.  | 12           | 2           | Севиља           |         |         |
| Лаутаро Мартинез         | 22. 8. 1997.  | 54           | 21          | Интер            |         |         |